# Scolelepis oligobranchia
Scolelepis oligobranchia är en ringmaskart som först beskrevs av Chlebovitsch 1959.  Scolelepis oligobranchia ingår i släktet Scolelepis och familjen Spionidae. Inga underarter finns listade i Catalogue of Life.